# Какуџи Какута
Какуџи Какута (транслит. ; Префектура Нигата, 23. септембар 1890 — Тинијан, 2. август 1977) је био адмирал у Јапанској царској морнарици током Другог светског рата, а познат је по улози команданта различитих јединица јапанског морнаричког ваздухопловства за време Пацифичког рата.

## Рани период
Какута је рођен у пољопривредној области Минамиканбара, префектура Нигата, Јапан. Он дипломира у 39 класи на царској јапанској поморској академији 1911. године, као 45. у калси од 145 кадета. Ок служи као подофицир на оклопним крсташима Асо и Ибуки. По унапређењу у чин Ensign (еквивалент: Потпоручник), он прелази на оклопни крсташ Чијода. Касније, као Lieutenant (еквивалент: Поручник Фрегате), он служи на бојном броду Сецу и оклопном крсташу Азама, током Првог светског рата. Затим служи на бијном крсташу Киришима, па на разарачу Јанаги, а онда постаје заменик артиљеријског официра на крстарицама Сума и Тенрју.
Какута је 1923. године, постављен на место извршног официра на крстарици Јубари. Затим похађа у 23 класи поморски ратни колеџ у Јапану, и након дипломирања, унапређен је у чин Lieutenant commander (еквивалент: Поручник бојног брода). Он, 1926. године, служи као главни артиљеријски официр на крстарици Фурутака, а касније се налази на неколико штабних позиција. Његово прво командовање бродом почиње 10. марта 1934. године, на крстарици Кисо. Након тога је командова крстарицом Фурутака, оклопним крсташем Ивате и бојним бродовима Јамаширо и Нагато. Он је унапређен је у чин контраадмирала 15. новембра 1939. године.

## Други светски рат
На почетку Пацифичког рата, децембра 1941. године, Какута је командовао 4. дивизијом носача авиона, који су чинили носачи авиона Рјуџо и Таијо, и пружао је ваздушну заштиту искрцавању јапанских снага на Филипине. Почетком 1942. године, Какута је учествовао у Индијско океанском препаду против британскох база у Индији и на Цејлону.
Током битке за Мидвеј, јуна 1942. године, Какута командује оперативном ескадром, састављеном од носача авиона Рјуџо и Ђуњо и изводи ваздушни препад на Дач Харбор, као почетни део операције заузимања Алеутских острва.
Касније командује другом јуришном групом носача авиона у чијем саставу су били носача авиона Џунјо и Зуикаку. Какута управља ваздушним операцијама против америчких поморских снага током битке код острва Санта Круз и поморске битке за Гвадалканал. Он је унапређен у чин вицеадмирала 1. новембра 1942. године.
Након смрти адмирала Јамамота, нови командант Комбиноване флоте, адмирал Минеичи Кога, реорганизује царску јапанску морнарицу по узору на америчке оперативне ескадре носача авиона. Дана, 1. јула 1943. године, Какута је постављен за команданта Прве ваздушне флоте, у којој су укључене све копнене морнаричке ваздухопловне јединице на Филипинима и острвима централног Пацифика, која су била у рукама Јапанаца. Међутим, ваздухопловне јединице су претрпеле велике губитке у авионима и пилотима током ваздушног препада, који су извршили амерички авиони са носача авиона у фебруару 1944. године. Под Какутином командом, који се налазио у свом штабу на Тинијану, многе од преосталих ваздухопловних јединица су јуна 1944. године учествовале у бици у Филипинском мору, али су биле немоћне да одиграју битнију улогу, и трпе велике губитке.
Иако је Какута био највиши по чину на острву, током битке за Тинијан. он није био непосредно одговоран за одбрану острва. Када су се Американци приближили Тиниану, Какута и његов штаб су покушали да побегну у гуменом чамцу на унапред договореном месту састанка са јапанском подморницом. Након неколико неуспешних покушаја, Какута и његов штаб се повлаче у једну пеђину на источној обали Тинијана, и више никад није виђен. То доводи до претпоставке, да је Какута извршио самоубиство, убрзо након што су Американци заузели острво, а његово тело је било сахрањено на скривеном месту захваљујући припадницима његовог штаба.